# Mond- und Attersee
Mond- und Attersee este o arie protejată (arie specială de conservare — SAC, sit de importanță comunitară — SCI) din Austria întinsă pe o suprafață de 6.135 ha, integral pe uscat.

## Localizare
Centrul sitului Mond- und Attersee este situat la coordonatele 47°47′30″N 13°29′00″E / 47.7917°N 13.4833°E.

## Înființare
Situl Mond- und Attersee a fost declarat sit de importanță comunitară în aprilie 2002 pentru a proteja 2 specii de animale. Situl a fost protejat și ca arie specială de conservare în decembrie 2006.

## Biodiversitate
Situată în ecoregiunea alpină, aria protejată conține 2 habitate naturale: Ape puternic oligomezotrofe cu vegetație bentonică cu Chara spp., Cursuri de apă de la nivel de câmpie la nivel montan, cu vegetație Ranunculion fluitantis și Callitricho-Batrachion.
La baza desemnării sitului se află mai multe specii protejate de  pești (2): Chalcalburnus chalcoides, Rutilus meidingeri.